# 柴田善雅
柴田 善雅（しばた よしまさ、1949年-）は、日本の歴史学者、経済学者。大東文化大学国際関係学部教授、財務省財務総合政策研究所特別研究官。専門は日本経済史。

## 略歴
新潟県新潟市出身。1973年 早稲田大学政治経済学部卒業。75年 同大学大学院文学研究科修士課程修了。1983年 一橋大学大学院経済学研究科博士後期課程単位修得退学。指導教官は中村政則。
同1983年、大蔵省入省、大臣官房調査企画課（現総合政策課）配属。大蔵省財政金融研究所主任調査官等を経て、1995年より現職。2005年 早稲田大学大学院アジア太平洋研究科で博士（学術）の学位を取得した。博士学位申請論文審査委員会の主査は小林英夫であった。財務省財務総合政策研究所特別研究官も兼務。

## 著書

### 単著
- 『占領地通貨金融政策の展開』（日本経済評論社、1999年）
- 『戦時日本の特別会計』（日本経済評論社、2002年）
- 『南洋日系栽培会社の時代』（日本経済評論社、2005年）
- 『中国占領地日系企業の活動』（日本経済評論社、2008年）
- 『戦時日本の金融統制 資金市場と会社経理』（日本経済評論社、2011年）
- 『中国における日系煙草産業：1906－1945』（水曜社、2013年）
- 『植民地事業持株会社論：朝鮮・南洋群島・台湾・樺太』（日本経済評論社、2015年）
- 『満洲における政府系企業集団』（日本経済評論社、2017年）

### 共著
- （小林英夫）『日本軍政下の香港』（社会評論社、1996年）

### 共編著
- （内田知行）『日本の蒙疆占領 1937－1945』（研文出版、2007年）
- （小林英夫・吉田千之輔）『戦後アジアにおける日本人団体 引揚げから企業進出まで』（ゆまに書房、2008年）